# Evenimentul global de albire a coralilor din 2023–2025
Evenimentul global de albire a coralilor din 2023–2025 este un dezastru ecologic în curs de desfășurare, care reprezintă cel mai extins incident de albire a coralilor din istoria înregistrată, afectând aproximativ 84% din din ecosistemele de recife de corali ale Pământului. Acesta este cel de-al patrulea eveniment global de albire documentat oficial și a depășit evenimentul precedent din 2014–2017, care a afectat două treimi din recifele globale. Astfel, recifele de corali a cel puțin 82 de națiuni au suferit suficient stres termin pentru a suferi albire.
Principala cauză este creșterea temperaturii oceanelor asociată cu schimbările climatice antropice care au început în februarie 2023. Cercetătorii marini afirmă că nu există vreo indicație clară despre momentul în care s-ar putea încheia evenimentul.

## Context
Albirea coralilor apare când factorii de stres din mediul înconjurător perturbă relația simbiotică dintre polipii corali și zooxanthellae, algele care se află în interiorul lor. Aceste alge furnizează coralilor nutrienți esențiali prin fotosinteză, iar când sunt supuse stresului termic prelungit, aceste alge eliberează compuși toxici. Ca măsură defensivă, coralul le expulzează și rămâne cu scheletul de calcar alb al coralului, lăsând organismul slăbit și vulnerabil la mortalitate. 
Înainte de 2020, trei evenimente au mai fost înregistrate în 1998 (20%), 2010 (35%) și 2014–2017 (56%).

## Impact
Datorită ecosistemelor de recife de corali care oferă habitat pentru aproximativ 25% din speciile marine, în ciuda faptului că acoperă mai puțin de 1% din fundul oceanului, deteriorarea lor a amenințat menținerea biodiversității marine. 